# لنز سیگما ۵۰میلی‌متر اف/۱٫۴ ئی‌ایکس دی‌جی اچ‌اس‌ام
لنز سیگما ۵۰میلی‌متر اف/۱٫۴ ئی‌ایکس دی‌جی اچ‌اس‌ام (به انگلیسی: Sigma 50mm f/1.4 EX DG HSM lens) نام لنز دوربین عکاسی از نوع ثابت است که توسط شرکت سیگما تولید می‌شود. فاصلهٔ کانونی این لنز ۵۰ میلی‌متر، دیافراگم آن دارای ۹ تیغه و ضریب اف آن اف ۱٫۴ تا اف ۱۶ است. 